# Hervé Crès
 (février 2013).
Si vous disposez d'ouvrages ou d'articles de référence ou si vous connaissez des sites web de qualité traitant du thème abordé ici, merci de compléter l'article en donnant les références utiles à sa vérifiabilité et en les liant à la section « Notes et références ».
Hervé Crès, né le 31 août 1967 à Paris, est un universitaire français, professeur et ancien directeur de l'École doctorale de Sciences Po. Il est administrateur provisoire de Sciences Po Paris entre avril et novembre 2012, avant d'être remplacé dans cette fonction par Jean Gaeremynck.

## Biographie

### Jeunesse et études
Hervé Crès est admis à l'École normale supérieure de la rue d'Ulm (S1987) puis à l'Institut d'études politiques de Paris, dont il est diplômé en 1990. 
Il effectue ensuite ses études doctorales à l'université Panthéon-Sorbonne, où il obtient un doctorat en mathématiques appliquées en 1994, puis à l'université de Genève (doctorat en sciences économiques).

### Parcours professionnel
Une fois son premier doctorat obtenu, Hervé Crès devient professeur assistant d'économie à l'université de Pennsylvanie. Il quitte cette université en 1997 pour rejoindre HEC Paris, où il est directeur de la majeure économie. Il devient directeur de l'école doctorale en 2004, puis du Programme Grande école en 2006.[réf. nécessaire]
Hervé Crès est ensuite nommé directeur adjoint de Sciences Po Paris en 2008. Il est directeur de la formation initiale de 2008 à 2012, succédant à Laurent Bigorgne.
Il est nommé administrateur provisoire après le décès de Richard Descoings le 3 avril 2012. Sa désignation est alors contestée par une partie du personnel de l'établissement qui réclame une « nouvelle procédure » de recrutement et d'élection. Il est remplacé par Jean Gaeremynck en novembre de la même année, en attendant la nomination d'un directeur général.
Voyant sa candidature refusée fin 2012 par la ministre chargée de l'Enseignement supérieur, il se dit « victime collatérale » de l'émotion provoquée par les révélations du rapport de la Cour des comptes concernant la gestion de son prédécesseur Richard Descoings. Il présente à nouveau sa candidature en 2013 mais n'est pas retenu dans la liste finale par le comité de recherche,. C'est finalement Frédéric Mion qui est nommé directeur général.
Il a été professeur invité à l'université de Genève, à l'université de Copenhague et à l'université Koç (Istanbul).
Il est le Dean of Social Sciences à l'université de New York (campus d'Abou Dabi) de 2014 à 2020.

## Thèmes de recherche
Ses recherches portent principalement sur « les défaillances de marché et les problèmes de choix social qui en résultent et notamment l’interaction entre mécanismes de marché et procédures de vote ».
Il a également assumé des fonctions éditoriales[réf. nécessaire].

## Publications
- Symmetric smooth consumption externalities, Hervé Cres - Journal of Economic Theory, 1996
- The probability of Condorcet cycles and super majority rules, Y. Balasko, Hervé Crès - Journal of Economic Theory, 1997
- Continua of underemployment equilibria reflecting coordination failures, also at Walrasian prices, A. Citanna, Hervé Crès, J. Drèze, P.J.-J. Herings, A. Villanacci - Journal of Mathematical Economics, 2001
- Scheduling with opting out: improving upon random priority, Hervé Crès, H. Moulin - Operations Research, 2001
- Commons with increasing marginal costs: random priority versus average cost, Hervé Crès, H. Moulin - International Economic Review, 2003
- Aggregation of multiple prior opinions, Hervé Crès, I. Gilboa, N. Vieille - Journal of Economic Theory, 2011